# St. Remigius (Dirmerzheim)

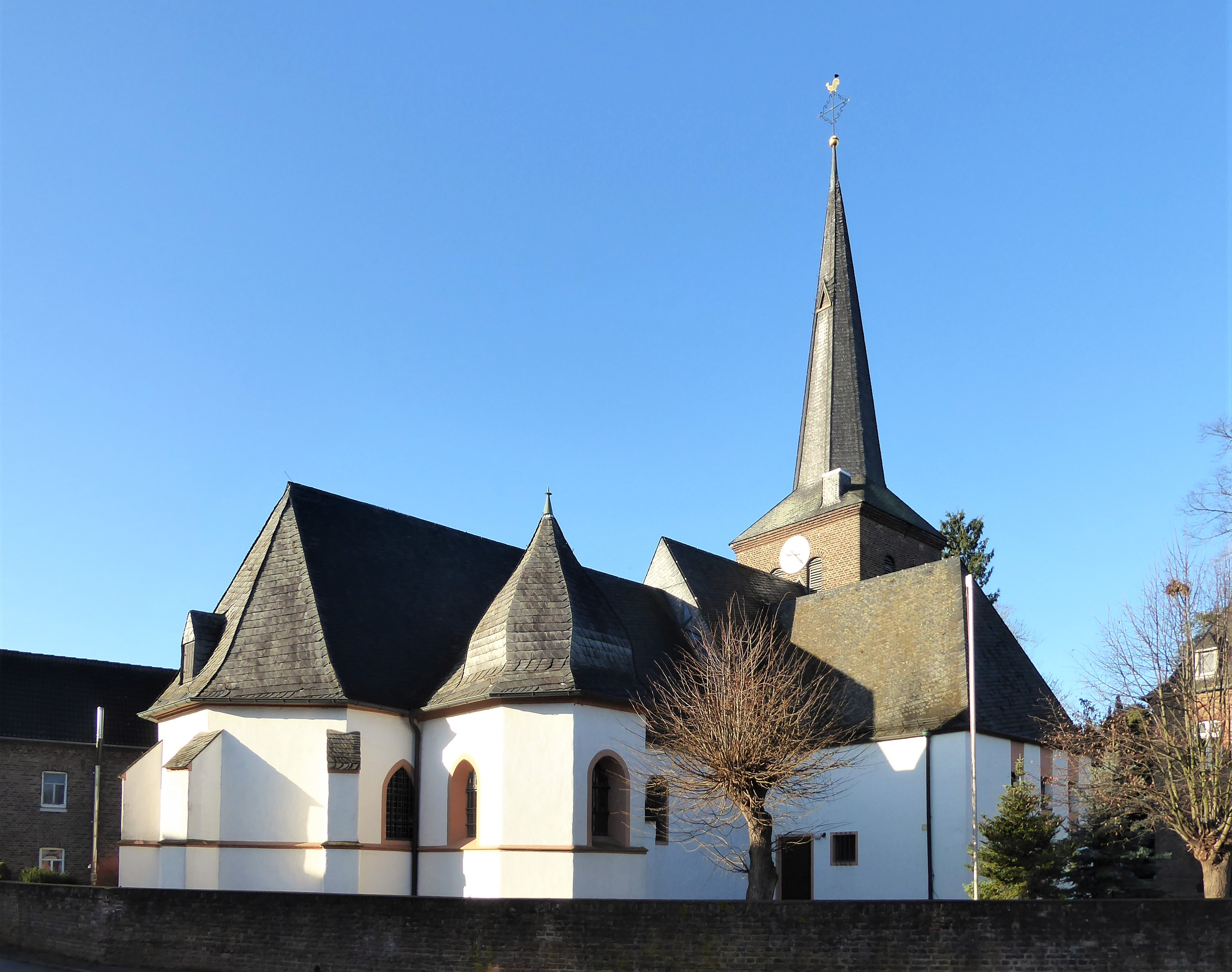
St. Remigius

Die römisch-katholische Kirche St. Remigius  ist ein denkmalgeschütztes Kirchengebäude in Dirmerzheim, einem Stadtteil von Erftstadt im Rhein-Erft-Kreis. 1758 erhob Kurfürst Clemens August die Dirmerzheimer Kirche, bis zu dem Zeitpunkt eine Filiale von St. Kilian in Lechenich und dem Stift St. Aposteln in Köln inkorporiert, zur Pfarrkirche. Sie ist dem heiligen Remigius von Reims geweiht und gehört heute zum katholischen Seelsorgebereich Rotbach-Erftaue im Erzbistum Köln.

## Baugeschichte und Architektur
Eine kleine romanische Saalkirche des 11. Jahrhunderts mit eingezogenem quadratischen Chor ist durch Grabungen nachgewiesen. Reste aus Bruchstein, Kiesel und römischem Material bis zu einer Höhe von fast vier Metern sind in den östlichen Saalwänden des Baus erhalten.
Ende des 15. Jahrhunderts wurde der Chor erweitert und erhielt einen abgesetzten Sockel, Strebepfeiler, und einen polygonalen Chorabschluss sowie eine polygonale Sakristei. Aus dieser Zeit stammen die Fresken an den Chorwänden. Durch Einbau spitzbogiger Fenster mit Maßwerk Anfang des 16. Jahrhunderts wurden einige Gemälde im Chor beschädigt. Nach einer Erweiterung des Kirchenschiffs nach Westen wurde 1778 ein Kirchturm außerhalb der Kirche errichtet, der durch Ankerzahlen datiert ist. Er ersetzte den im Innern der Kirche liegenden hölzernen Glockenturm.
Nach der Beseitigung der Kriegsschäden im Jahre 1946 entstand in den Jahren 1958/60 ein Erweiterungsbau, bei dem das Querschiff in das Langhaus eingeschoben wurde. Dadurch erhielt die Kirche einen kreuzförmigen Grundriss. In der Vierung steht der Zelebrationsaltar. Im Innenraum sind beide Schiffe mit offenem Dachstuhl versehen.

## Chorausstattung
In dem etwas tiefer als das Kirchenschiff gelegenen Chor, der als Taufkapelle dient, ist die ursprüngliche Ausstattung mit einem spätgotischen Sakramentshaus aus Sandstein noch weitgehend erhalten. Der Fußboden besteht aus Tonplättchen, die in Fischgrätmustern und Kreisen verlegt wurden,  Brennhilfen der Töpfer, die eine Zweitverwendung fanden.

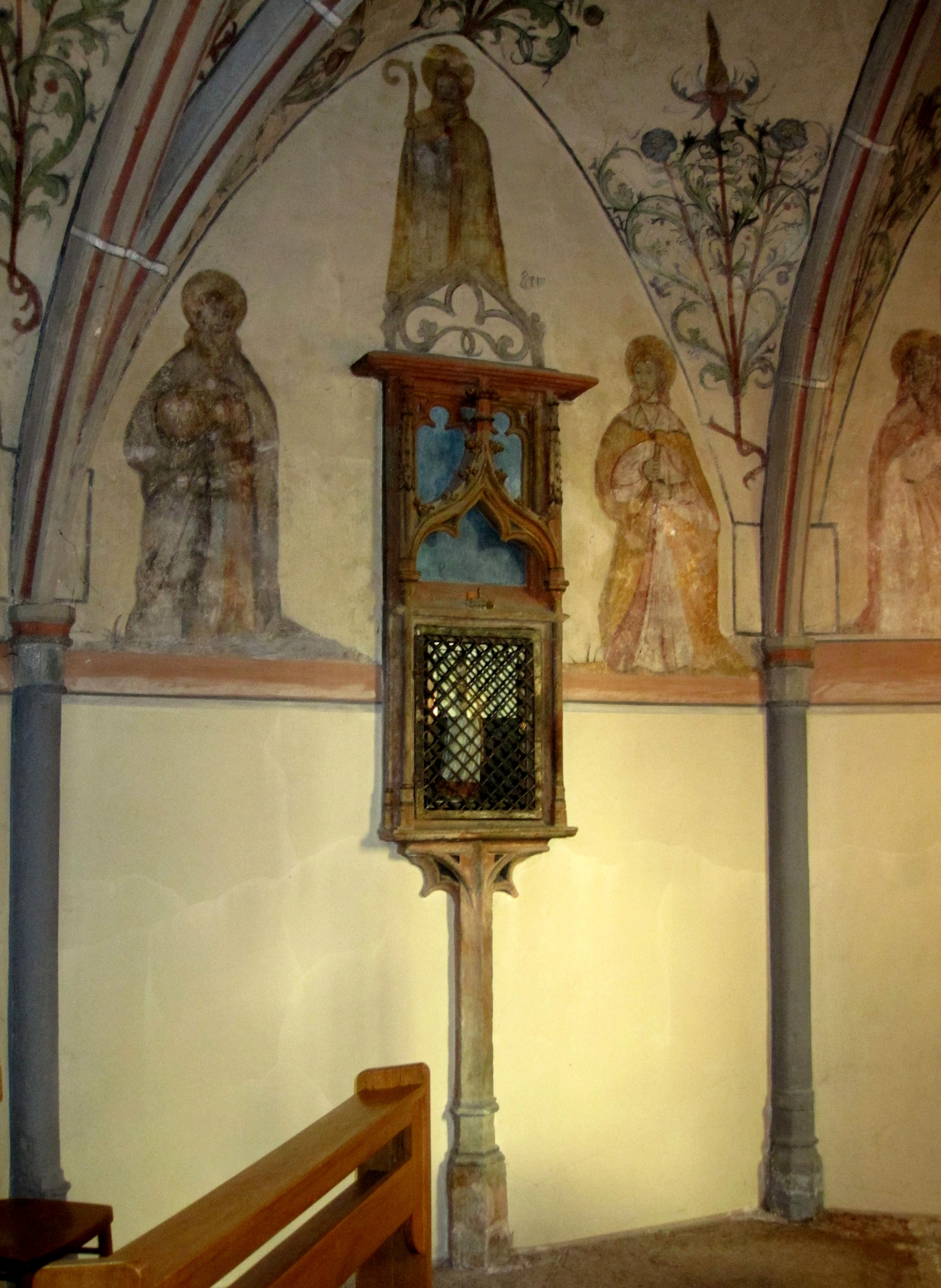
Sakramentshäuschen
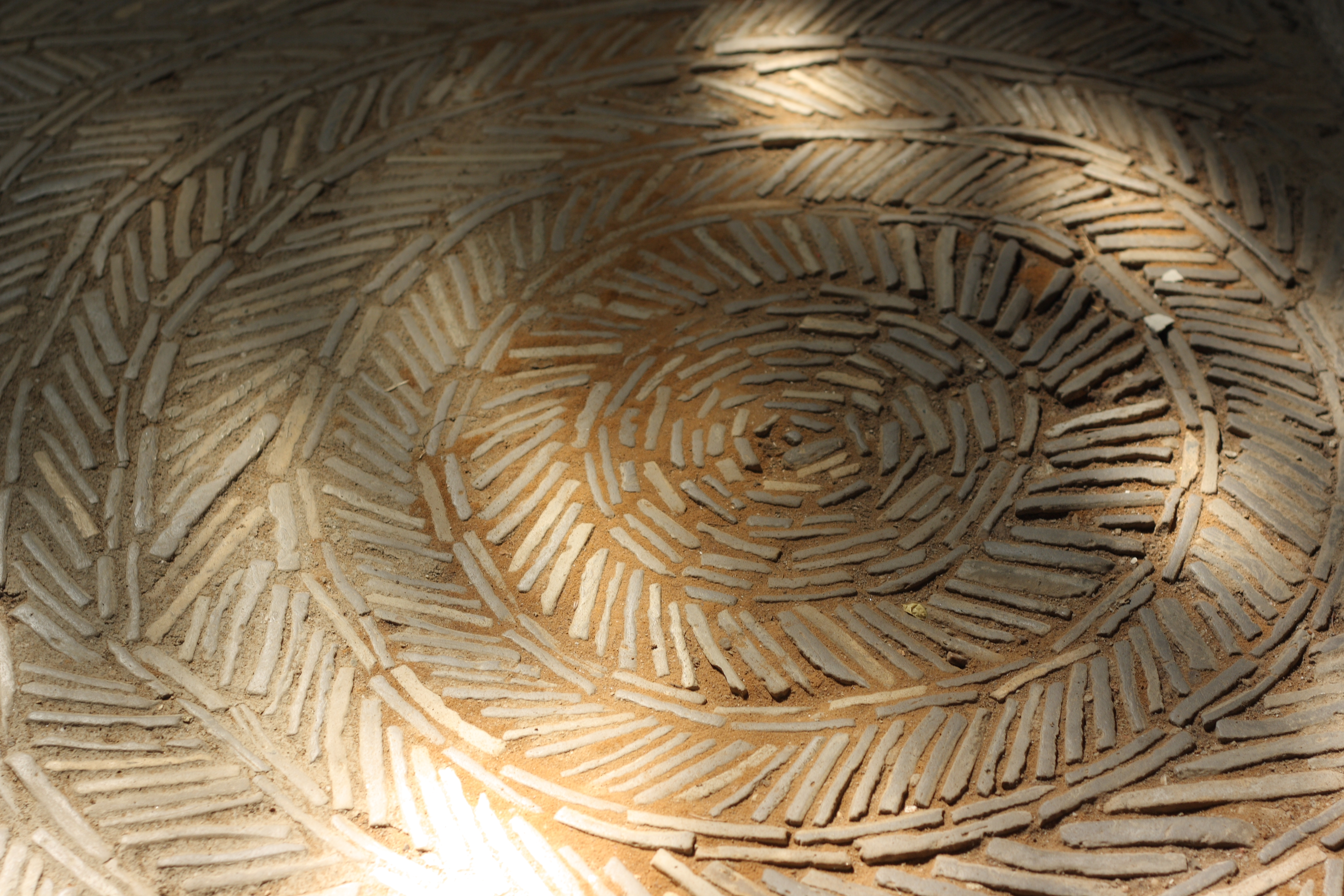
Fußboden im Chor
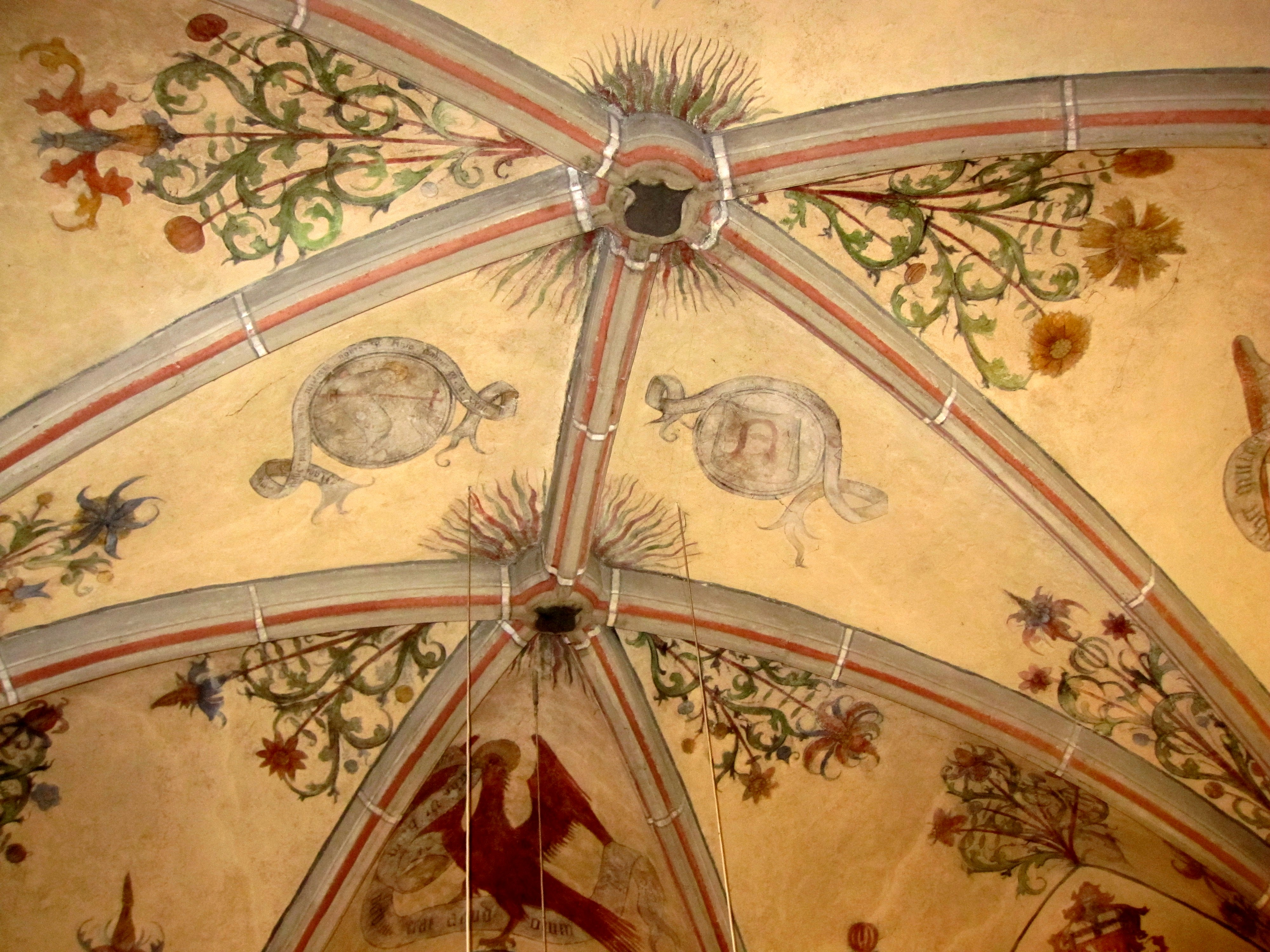
Deckenausmalung von 1523
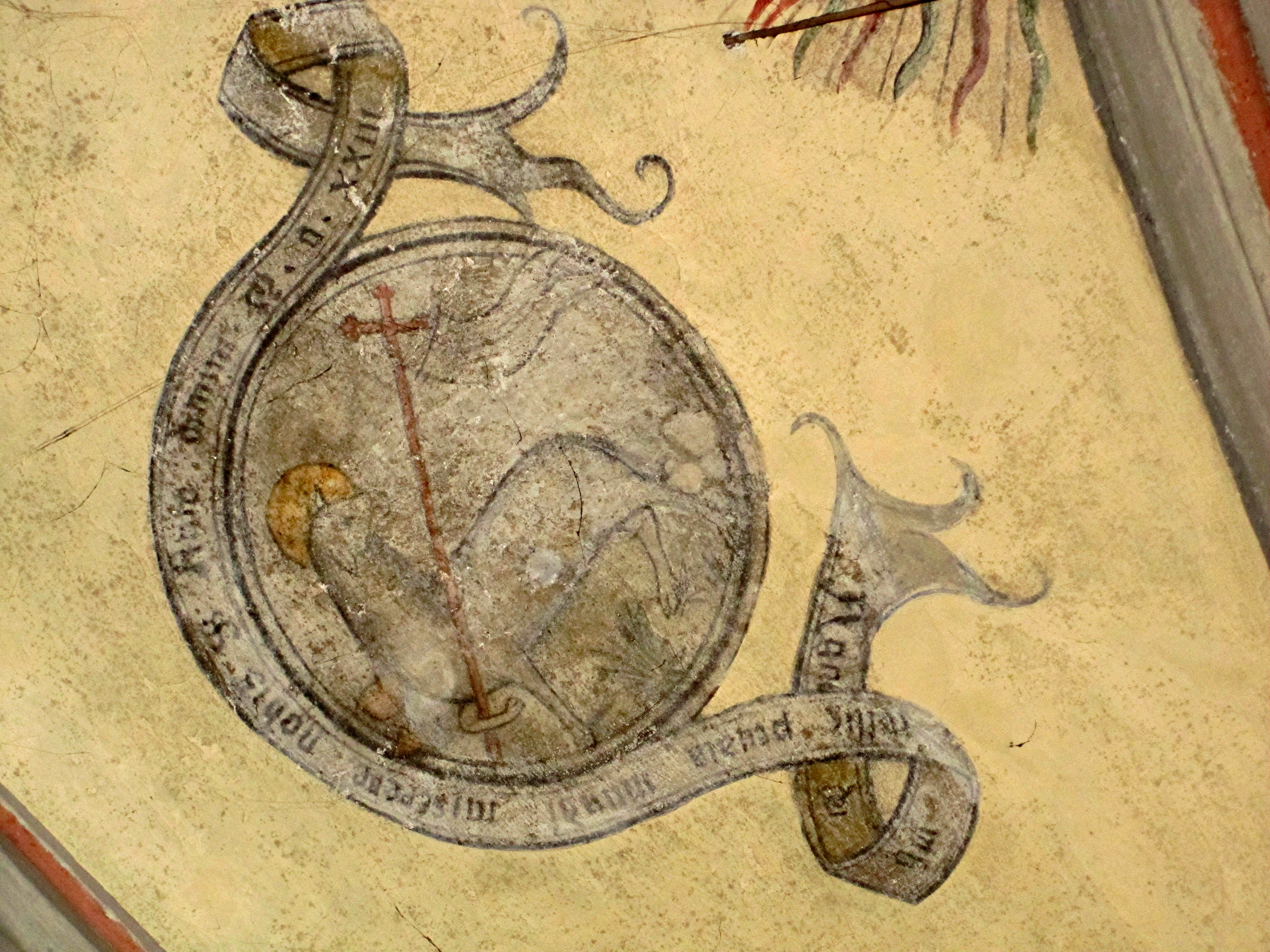
Lamm und Jahreszahl auf Spruchband

Die spätgotischen Fresken der Chorwände stellen den Pfarrpatron, den heiligen Remigius, und die 12 Apostel dar.
Die Ausmalungen im Gewölbe, die, auf einem Spruchband datiert, 1523 entstanden, wurden 1981/82 gründlich restauriert.
Sie zeigen Symbole des Leidens und der Auferstehung Christi, Schweißtuch und ein von den vier Evangelistensymbolen umgebenes  Gotteslamm, das ein Schriftband mit der römischen Jahreszahl MDXXIII (1523) trägt.
Die freigelegten Reste der Wandmalerei an den Unterseiten des Chorbogens zeigen die heilige Ursula und die heilige Lucia, die Malereien beidseitig des Chorbogens eine Szene der Hubertusjagd und die im 15. und 16. Jahrhundert im Kölner Raum sehr verehrten „Heiligen Vier Marschälle“ Cornelius, Quirinus, Hubertus und Antonius.

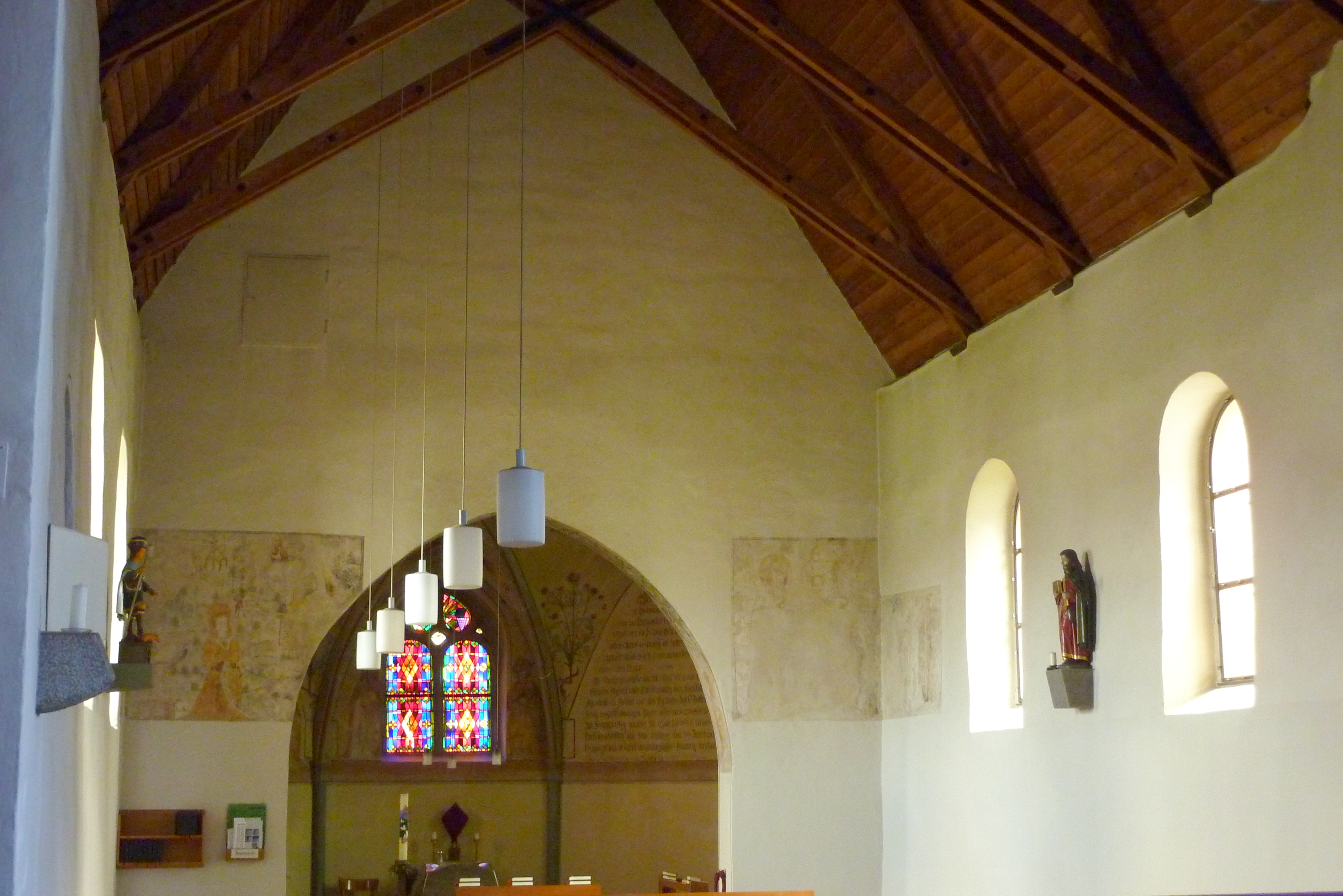
Blick zum Chor
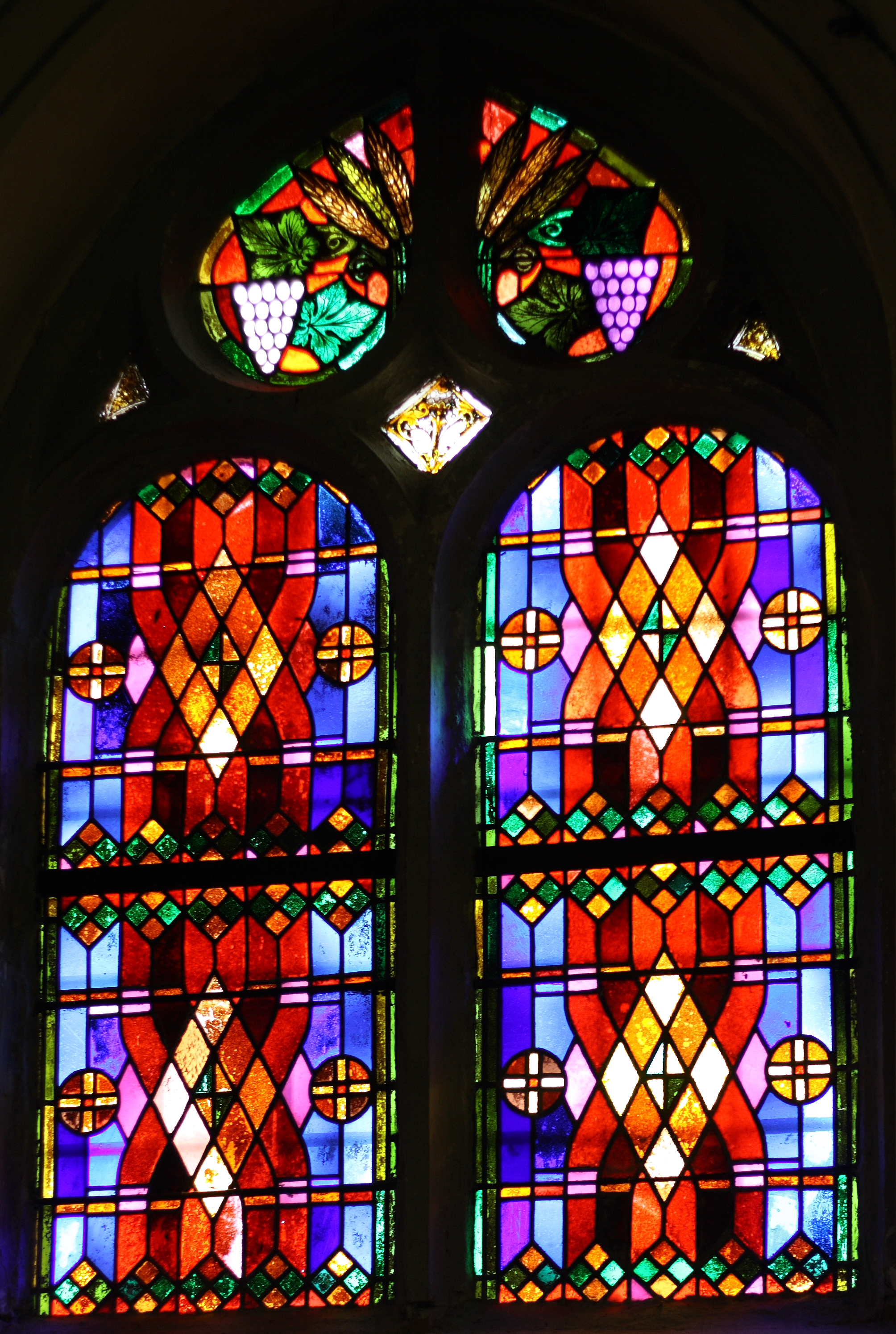
Glasfenster im Chor
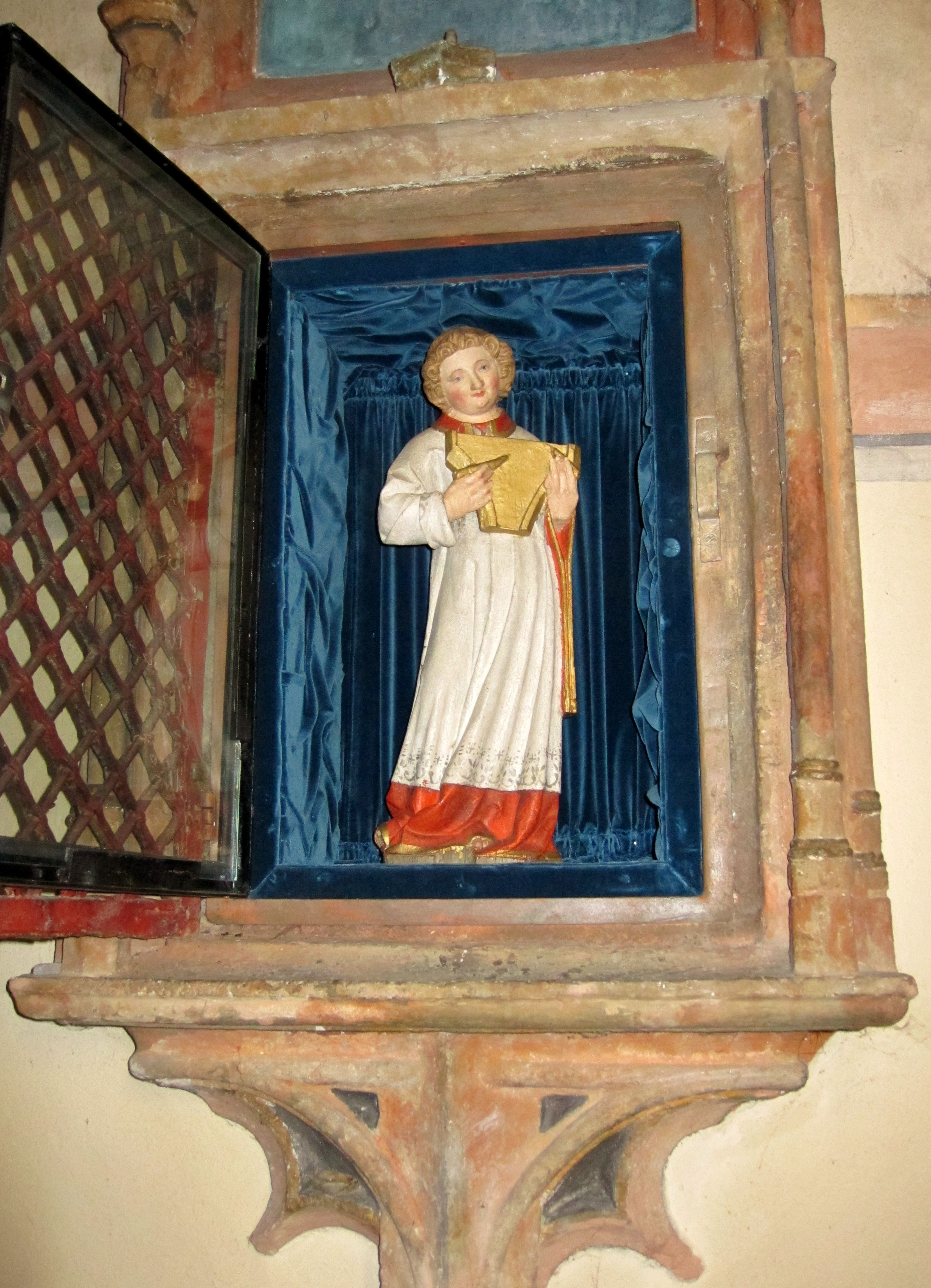
Musizierender Engel um 1300
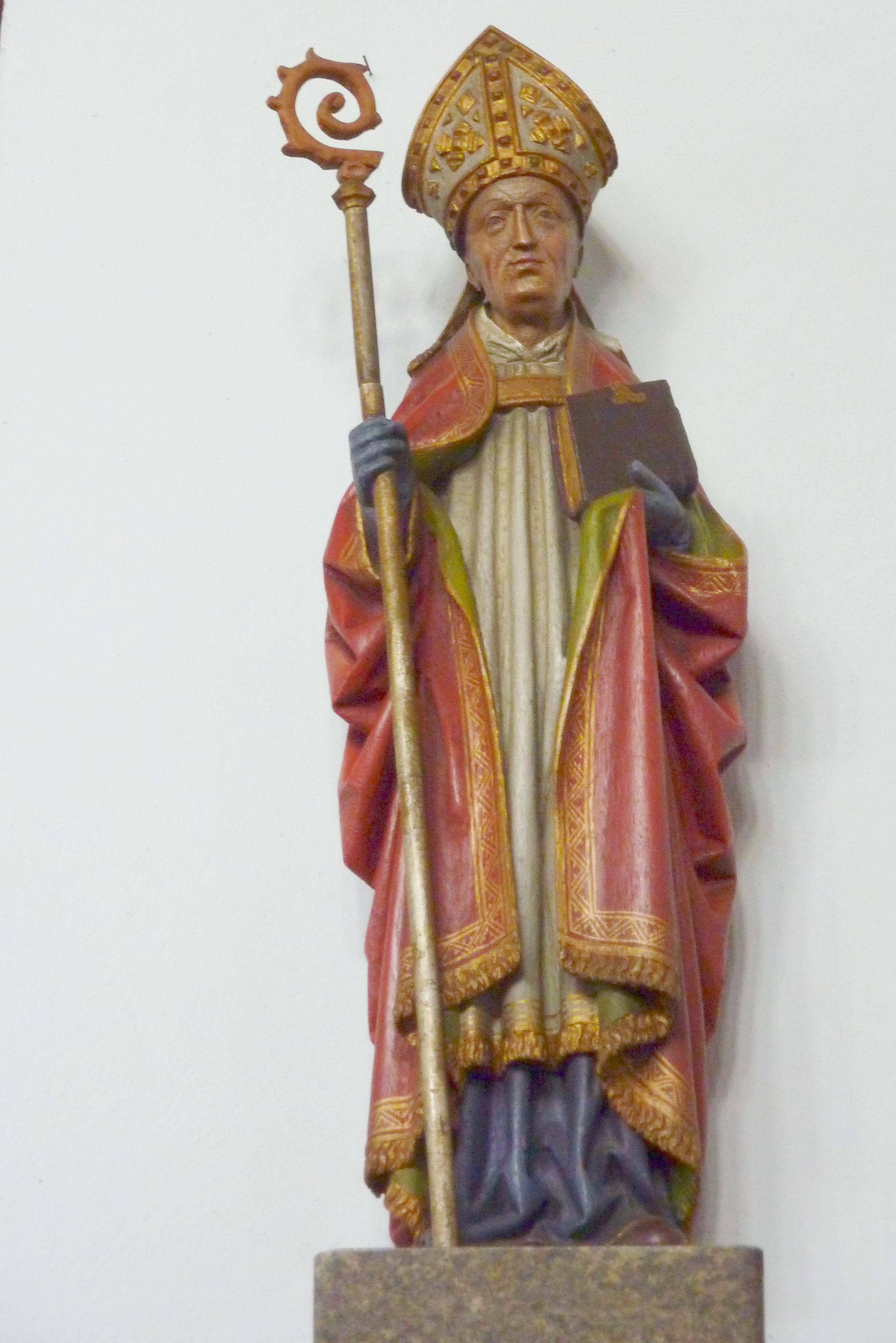
St. Remigius um 1480

## Weitere Ausstattung
Von den erhaltenen Kirchenschätzen sind die bedeutendsten:
- ein um 1300 entstandener musizierender Engel in der Tracht eines Diakons, der ursprünglich zu den musizierenden Engeln des Kölner Doms gehörte
- eine neu gefasste Figur des heiligen Remigius um 1480.
- eine Kasel, auf deren vorderen und rückwärtigen Seite ein Kreuzstab aufgenäht ist. Die „Kölner Bortenkreuzstickereien“ entstanden Mitte des 15. Jahrhunderts.[3]

## Glocken
Zwei Mal lieferte die Glockengießerei Otto aus Hemelingen/Bremen Bronzeglocken für die St.-Remigius-Kirche in Dirmerzheim und zwar in den Jahren 1904 und 1923. Im Jahr 1904 waren es drei Glocken mit der Disposition fis' – a' – h'. Die beiden kleinen Glocken wurden im Ersten Weltkrieg vernichtet, weshalb Otto diese im Jahr 1923 erneut lieferte. Diese wurde wiederum im Zweiten Weltkrieg eingeschmolzen. Von den Glocken hat nur die in schwerer Otto-Rippe gegossene fis-Glocke von 1904 die Glockenvernichtungen der beiden Weltkriege überstanden. Sie hängt heute zusammen mit drei Glocken der Glockengießerei Petit & Gebr. Edelbrock aus dem Jahr 1955 in dem vierstimmigen Geläut mit der Disposition: fis' – h' – cis'' – d''.

## Lage
Die weiß verputzte Kirche mit einem unverputzten Turm aus Backstein steht unmittelbar an der Dirmerzheimer Landstraße auf einem ummauerten früheren Friedhof, auf dem noch einige Grabsteine erhalten sind.